# Aichhalden
Aichhalden est une commune allemande de l'arrondissement de Rottweil dans le Bade-Wurtemberg.